# Дотичний простір Зариського
Дотичний простір Зариського — загальне означення в алгебраїчній геометрії, що дозволяє узагальнити дотичний простір в точці алгебраїчного многовида на більш абстрактні об'єкти, зокрема квазіпроективні многовиди, абстрактні алгебричні многовиди і схеми. Дотичні простори Зариського визначені на довільних локальних кільцях і для їх означення використовуються не методи диференціальної геометрії, а тільки методи абстрактної, і, в більш конкретних ситуаціях, лінійної алгебри.

## Дотичні простори афінних многовидів і мотивація загального означення
Дотичний простір в точці x афінного многовида X можна означити як сукупність прямих, що проходять через x і є дотичними до {\displaystyle X\subset A^{n}.}
На афінному просторі {\displaystyle A^{n}} можна ввести координати так, що точка x буде на початку координат. Тоді рівняння прямих, що проходять через x = 0 можна записати як 
{\displaystyle L=\{ta,\;\;t\in K\},} де K алгебрично замкнуте поле над яким визначені всі простори і многовиди, а {\displaystyle a\in A^{n}} — деяка точка афінного простору, яка визначає дану пряму.
Нехай X заданий системою рівнянь {\displaystyle F_{1}=...=F_{m}=0,} де многочлени у цих рівняннях породжують ідеал многовида X.
Множина перетинів прямої L з многовидом X визначиться тоді рівняннями {\displaystyle F_{1}(ta)=...=F_{m}(ta)=0.} Значення параметра t, що визначають точки перетину прямої з многовидом є коренями найбільшого спільного дільника {\displaystyle F_{1}(ta),...,F_{m}(ta)} як многочленів від t. Згідно з означень t = 0 є одним з коренів.
Пряма L називається дотичною до многовида X, якщо кратність кореня t = 0 у попередніх рівняннях є більшою 1. Множина всіх точок {\displaystyle y\in A^{n},} що належать деяким дотичним прямим до точки x називається дотичним простором до многовида X у точці x.
Дотичний простір можна описати також через систему лінійних рівнянь. Для цього треба ввести оператор {\displaystyle \operatorname {d} _{x}\!F=\sum _{i=1}^{n}{\partial F \over \partial T_{i}}(x)(T_{i}-x_{i})}, який є оператором диференціювання, що кожному многочлену від змінних {\displaystyle T_{i}} присвоює лінійну частину розкладу в ряд Тейлора в точці {\displaystyle x=(x_{1},...,x_{n}).} Тоді з означень дотичного простору в точці x, легко отримати, що цей простір є множиною точок {\displaystyle y\in A^{n},} що задовольняють систему рівнянь:
{\displaystyle \operatorname {d} _{x}\!F_{1}(y)=...=\operatorname {d} _{x}\!F_{m}(y)=0.}
Для довільного многочлена {\displaystyle \operatorname {d} _{x}F} можна вважати лінійною формою на {\displaystyle A^{n}}. Окрім того, якщо многочлен {\displaystyle F} належить ідеалу, що задає многовид X, то, як неважко перевірити, значення {\displaystyle \operatorname {d} _{x}F} на всіх точках дотичного простору до многовида X у точці x є рівним нулю. Тому {\displaystyle \operatorname {d} _{x}} задає відображення з кільця {\displaystyle K[X]} (координатного кільця) многовида X у множину всіх лінійних форм на дотичному просторі у точці x. Окрім того це відображення можна обмежити на максимальний ідеал {\displaystyle {\mathfrak {m}}} — множину всіх елементів {\displaystyle K[X]}, що не рівні 0 в точці  x. Це відображення буде сюр'єктивним і його ядро складатиметься з елементів, запис яких в ряд Тейлора не матиме лінійних доданків. Всі такі елементи, очевидно, містяться в ідеалі {\displaystyle {\mathfrak {m}}^{2}} і тому {\displaystyle \operatorname {d} _{x}} визначає ізоморфізм між {\displaystyle {\mathfrak {m}}/{\mathfrak {m}}^{2}} і множиною лінійних форм на дотичному просторі (тобто кодотичним простором). Це дозволяє ввести поняття дотичного і кодотичного просторів інваріантно лише в алгебричних термінах за допомогою простору {\displaystyle {\mathfrak {m}}/{\mathfrak {m}}^{2}}.
Окрім того якщо {\displaystyle R:=K[X]_{\mathfrak {m}}} — локалізація кільця {\displaystyle K[X]} по максимальному ідеалу {\displaystyle {\mathfrak {m}}} і {\displaystyle {\bar {\mathfrak {m}}}={\mathfrak {m}}K[X]_{\mathfrak {m}}} — максимальний ідеал кільця R, то узагальнивши оператор диференціювання як {\displaystyle \operatorname {d} _{x}\left({F \over G}\right)={G(x)\operatorname {d} _{x}F-F(x)\operatorname {d} _{x}G \over G^{2}(x)},\quad G(x)\neq 0,} теж отримуємо ізоморфізм між {\displaystyle {\bar {\mathfrak {m}}}/{\bar {\mathfrak {m}}}^{2}} і кодотичним простором. Відповідно кодотичний простір можна ідентифікувати з {\displaystyle {\bar {\mathfrak {m}}}/{\bar {\mathfrak {m}}}^{2}} і узагальнити це означення для більш широкого класу об'єктів. Саме такі означення дотичного простору і дав Оскар Зариський.

## Означення
Кодотичний простір локального кільця {\displaystyle R} з максимальним ідеалом m за означенням є векторним простором
{\displaystyle {\mathfrak {m}}/{\mathfrak {m}}^{2}}
де m2 — добуток ідеалів. Кодотичний простір є векторним простором над полем {\displaystyle k=R/{\mathfrak {m}}}. Векторний простір, двоїстий до нього, називається дотичним простором R.
Дотичні і кодотичні простори кільця {\displaystyle R} позначаються {\displaystyle \Theta _{R}} і {\displaystyle \Theta _{R}^{*}} відповідно.

### Морфізми дотичних і кодотичних просторів
Якщо {\displaystyle R,S} — локальні нетерові кільця з максимальними ідеалами {\displaystyle {\mathfrak {m}},{\mathfrak {n}}} і {\displaystyle \varphi :R\to S} — локальний гомоморфізм кілець (тобто {\displaystyle \varphi ({\mathfrak {m}})\subset {\mathfrak {n}}}), то цей гомоморфізм породжує гомоморфізм полів {\displaystyle {\bar {\varphi }}:R/{\mathfrak {m}}\to S/{\mathfrak {n}}} і гомоморфізм кодотичних просторів {\displaystyle \operatorname {d} ^{*}\varphi :\Theta _{R}^{*}\to \Theta _{S}^{*}.} Якщо також {\displaystyle {\bar {\varphi }}} є ізоморфізмом полів, то також він породжує гомоморфізм дотичних просторів {\displaystyle \operatorname {d} \varphi :\Theta _{S}\to \Theta _{R}.}
Зокрема гомоморфізм дотичних просторів є визначеним, якщо {\displaystyle R,S} — локальні кільця в точках алгебричних многовидів і гомоморфізм між ними породжується морфізмом {\displaystyle f} відповідних алгебричних многовидів, що переводить одну точку в іншу. Тоді морфізми дотичних і кодотичних просторів в точці p також позначаються {\displaystyle \operatorname {d} _{p}f} і {\displaystyle \operatorname {d} _{p}^{*}f.}

### Означення за допомогою диференцівань
Якщо кільце {\displaystyle R} містить підполе представників поля {\displaystyle k=R/{\mathfrak {m}}}, тобто підполе {\displaystyle k'\subset R,} таке що {\displaystyle k=\{\lambda +{\mathfrak {m}}\;|\;\lambda \in k'\}}, то ототожнюючи {\displaystyle k} і {\displaystyle k'} можна записати, що {\displaystyle R=k\oplus {\mathfrak {m}}}, тобто кожен елемент  {\displaystyle a\in R} може бути однозначно записаним  як {\displaystyle a=a_{1}+m_{a},\quad a_{1}\in k,\;m_{a}\in {\mathfrak {m}}.}
Якщо позначити {\displaystyle \operatorname {d} a} клас елемента {\displaystyle m_{a}} у кодотичному просторі {\displaystyle {\mathfrak {m}}/{\mathfrak {m}}^{2},} то відображення {\displaystyle \operatorname {d} } є диференціальним оператором, тобто задовольняє умови {\displaystyle \operatorname {d} (a+b)=\operatorname {d} a+\operatorname {d} b,\quad \operatorname {d} (\lambda a)=\lambda \operatorname {d} a,\;\;\lambda \in k} і  {\displaystyle \operatorname {d} (ab)=\operatorname {d} (a)b+a\operatorname {d} (b).}
Оскільки елементи дотичного простору можна інтерпретувати як лінійні форми на кодотичному просторі то для {\displaystyle \nu \in \Theta _{R}} відображення {\displaystyle D_{\nu }:a\to \nu (\operatorname {da} )}є диференціюванням з кільця {\displaystyle R} в поле {\displaystyle k}. До того ж кожне диференціювання з кільця {\displaystyle R} в поле {\displaystyle k} породжується деяким елементом дотичного простору і до того ж тільки одним. Таким чином елементи дтичного простору можна ідентифікувати з диференціюваннями з кільця {\displaystyle R} в поле {\displaystyle k}, тобто для цього випадку дати еквівалентне означення дотичного простору:
Якщо кільце {\displaystyle R} містить підполе представників поля {\displaystyle k=R/{\mathfrak {m}}} то дотичний простір за означенням це множина усіх диференціювань з кільця {\displaystyle R} в поле {\displaystyle k}.

## Дотичний простір до схеми в точці
Дотичний простір {\displaystyle T_{P}(X)} і кодотичний простір {\displaystyle T_{P}^{*}(X)} до схеми x в точці P  це (ко)дотичний простір локального кільця {\displaystyle {\mathcal {O}}_{X,P}}. Завдяки функторіальності Spec, природне відображення факторизації {\displaystyle f:R\rightarrow R/I} індукує гомоморфізм {\displaystyle g:{\mathcal {O}}_{X,f^{-1}(P)}\rightarrow {\mathcal {O}}_{Y,P}}, де x = Spec(R), P — точка Y = Spec(R/I). Цей гомоморфізм часто використовують для вкладення {\displaystyle T_{P}(Y)} в {\displaystyle T_{f^{-1}P}(X)}  (наприклад , дотичний простір многовида, вкладеного в афінний простір, природним чином вкладається в дотичний простір афінного простору). Так як морфізм полів є ін'єктивним, сюр'єкція полів часток, індукована g, є ізоморфізмом. Таким чином, g індукує морфізм k дотичних просторів, оскільки
{\displaystyle {\mathfrak {m}}_{P}/{\mathfrak {m}}_{P}^{2}}
{\displaystyle \cong ({\mathfrak {m}}_{f^{-1}P}/I)/(({\mathfrak {m}}_{f^{-1}P}^{2}+I)/I)}
{\displaystyle \cong {\mathfrak {m}}_{f^{-1}P}/({\mathfrak {m}}_{f^{-1}P}^{2}+I)}
{\displaystyle \cong ({\mathfrak {m}}_{f^{-1}P}/{\mathfrak {m}}_{f^{-1}P}^{2})/\mathrm {Ker} (k).}
Так як k є сюр'єктивним (є гомоморфізмом факторизації), то двоїсте лінійне відображення {\displaystyle k^{*}:T_{P}(Y)\rightarrow T_{f^{-1}P}(X)} ін'єкцією (є вкладенням).

## Аналітичний випадок
Якщо V — підмноговид n-вимірного векторного простору, заданий ідеалом I (ідеалом функцій, рівних нулю на цьому многовиді), кільцю R відповідає кільце Fn/I, де Fn — кільце ростків гладких/аналітичних/голоморфних функцій на векторному просторі, I — ростки функцій з ідеалу. Тоді дотичний простір Зариського в точці x —
{\displaystyle {\mathfrak {m}}_{x}/(I+{\mathfrak {m}}_{x}^{2}),}
де {\displaystyle {\mathfrak {m}}_{x}} — ідеал функцій відповідного типу, рівних нулю в точці x.

## Властивості
Якщо R — нетерове локальне кільце, розмірність дотичного простору не менша розмірності R:
{\displaystyle \mathrm {dim} \;{\mathfrak {m}}/{\mathfrak {m}}^{2}\geqslant \mathrm {dim} \;R.}
R називається регулярним кільцем, якщо виконується рівність. Якщо локальне кільце многовида V в точці x є регулярним, кажуть, що x — регулярна точка многовида. В іншому випадку x називається особливою точкою.
Існує інтерпретація дотичного простору за допомогою гомоморфізмів в кільце дуальних чисел {\displaystyle k[t]/(t^{2}).} Мовою схем, морфізм з Spec k[t]/t2 в схему x над k відповідає вибору раціональної точки x ∈ X(k) (точки з координатами з поля k) і елемента дотичного простору в точці x. Таким чином, ці морфізми має сенс називати дотичними векторами.